# 세종남부소방서
세종남부소방서(世宗南部消防署, Sejong Nam Fire Station)는 세종특별자치시의 남부권역을 관할하는 세종특별자치시 소방본부 산하의 소방서이다. 2016년 6월 7일에 신설되었다.
소방서장은 소방정으로 보한다.

## 조직

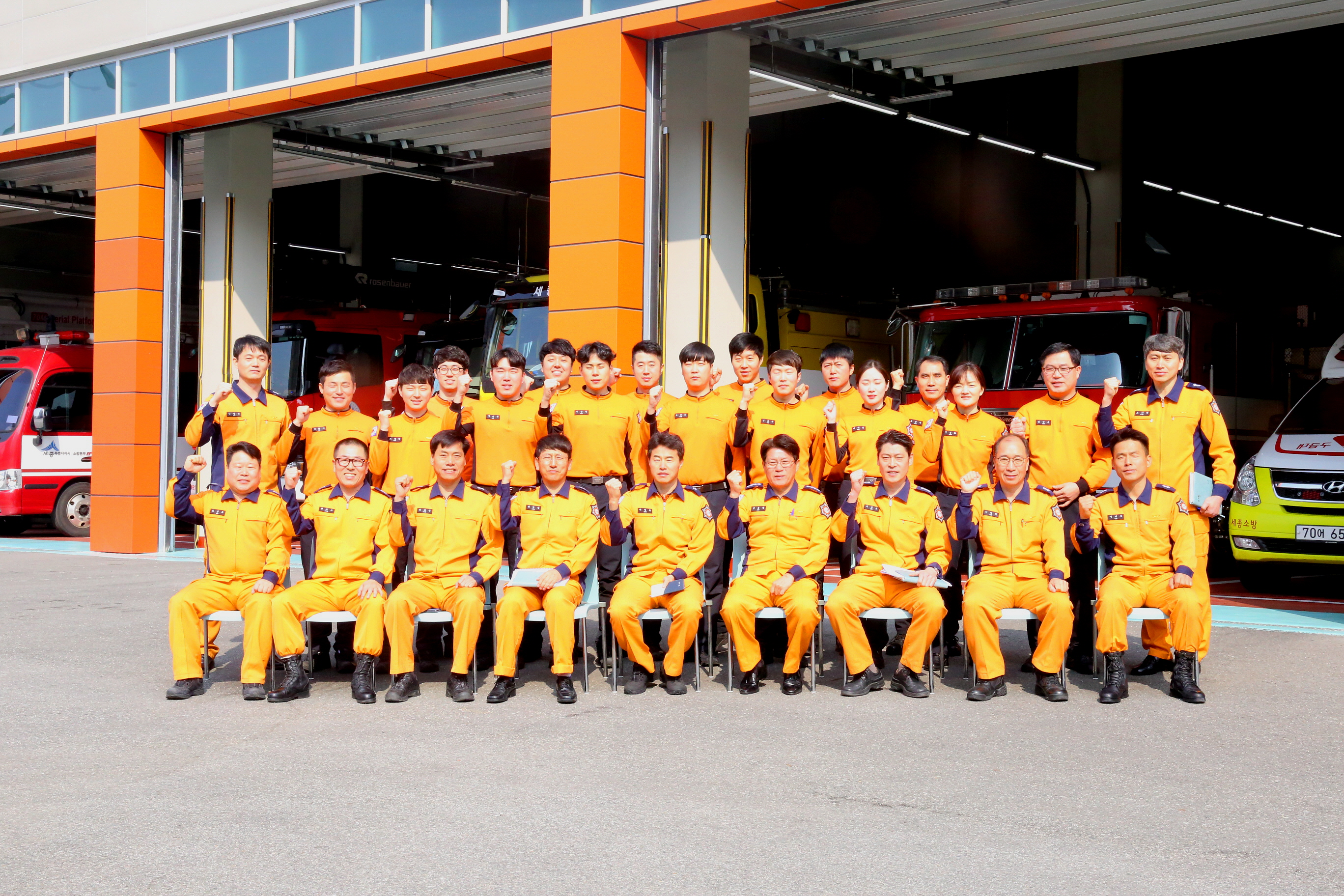
배덕곤 세종소방본부장 초도순시

- 소방행정과
- 대응예방과
- 119특수구조단

## 관할센터 및 관할구역
세종소방서는 5개의 119안전센터와 1개의 구조대를 산하에 두고 있다.
| 명칭                 | 사진 | 주소                | 관할구역                                                              | 지역대          |
| -------------------- | ---- | ------------------- | --------------------------------------------------------------------- | --------------- |
| 어진119안전센터      |      | 절재로 301          | 도담동                                                                |                 |
| 한솔119안전센터      |      | 노을3로 29          | 한솔동                                                                |                 |
| 아름119안전센터      |      | 보듬3로 119         | 아름동, 연기면, 종촌동                                                | 연기면119지역대 |
| 보람119안전센터      |      | 남세종로 436        | 금남면, 보람동                                                        | 금남면119지역대 |
| 장군119안전센터      |      | 장군면 장척로 387-4 | 장군면                                                                |                 |
| 세종소방서 119구조대 |      | 절재로 301          | 세종특별자치시 한솔동, 아름동, 도담동, 종촌동, 장군면, 연기면, 금남면 |                 |

## 같이 보기
- 대한민국 소방청
- 대한민국의 소방
- 대한민국 소방공무원